# Juliusz Rappoport
Juliusz (Izaak) Rappoport ros. Раппорт Исаак Арамович (ur. 1851, zm. 1903) – złotnik rosyjski specjalizujący się w tworzeniu wyrobów ze srebra, pracujący dla firmy Fabergé.
Izaak Abramowicz Rappoport był mistrzem wyrobów ze srebra czynnym w Petersburgu. Urodził się w roku 1851 lub 1852 (niektóre źródła wskazują 1864 rok) w Kownie na Litwie. Zmarł w roku 1917.
Uczył się w Berlinie u mistrza złotnika Scheffa. W roku 1880 przyjechał do Petersburga. W marcu 1884 roku zdał egzamin mistrzowski. Był kupcem drugiej gildii w Petersburgu.
Pracował dla Dostawcy Dworu JCW firmy Fabergé. Kierował pracownią złotniczą wytwarzającą wyroby ze srebra. Jego pracownia wytwarzała srebra w bardzo szerokim zakresie, od małych figurek do monumentalnych naczyń. W początku lat dziewięćdziesiątych XIX wieku przeszedł na luteranizm i przyjął imiona Juliusz Aleksander. Był jednym z najznakomitszych mistrzów pracujących dla firmy Fabergé.
W roku 1903 Rappoport odszedł na emeryturę z firmy Fabergé. Wkrótce po tym zaangażował się z organizację Pierwszego Artelu srebrników w Petersburgu. Artel przetrwał dwa lub trzy lata i wstrzymał działalność.
W firmie Fabergé miejsce pracowni Rappoporta zajął warsztat Armfelta.